# Neolarra orbiculata
Neolarra orbiculata là một loài Hymenoptera trong họ Apidae. Loài này được Shanks mô tả khoa học năm 1978.